# Терисбутак
Терисбутак (каз. Терісбұтақ) — бывшее село в Мугалжарском районе Актюбинской области Казахстана. Входило в состав Кумсайского сельского округа. Код КАТО — 154855600. Исключено из учетных данных в 2013 г.

## Население
В 1999 году население села составляло 96 человек (47 мужчин и 49 женщин). По данным переписи 2009 года, в селе проживало 9 человек (3 мужчины и 6 женщин).